# Christuskirche (Nysa)

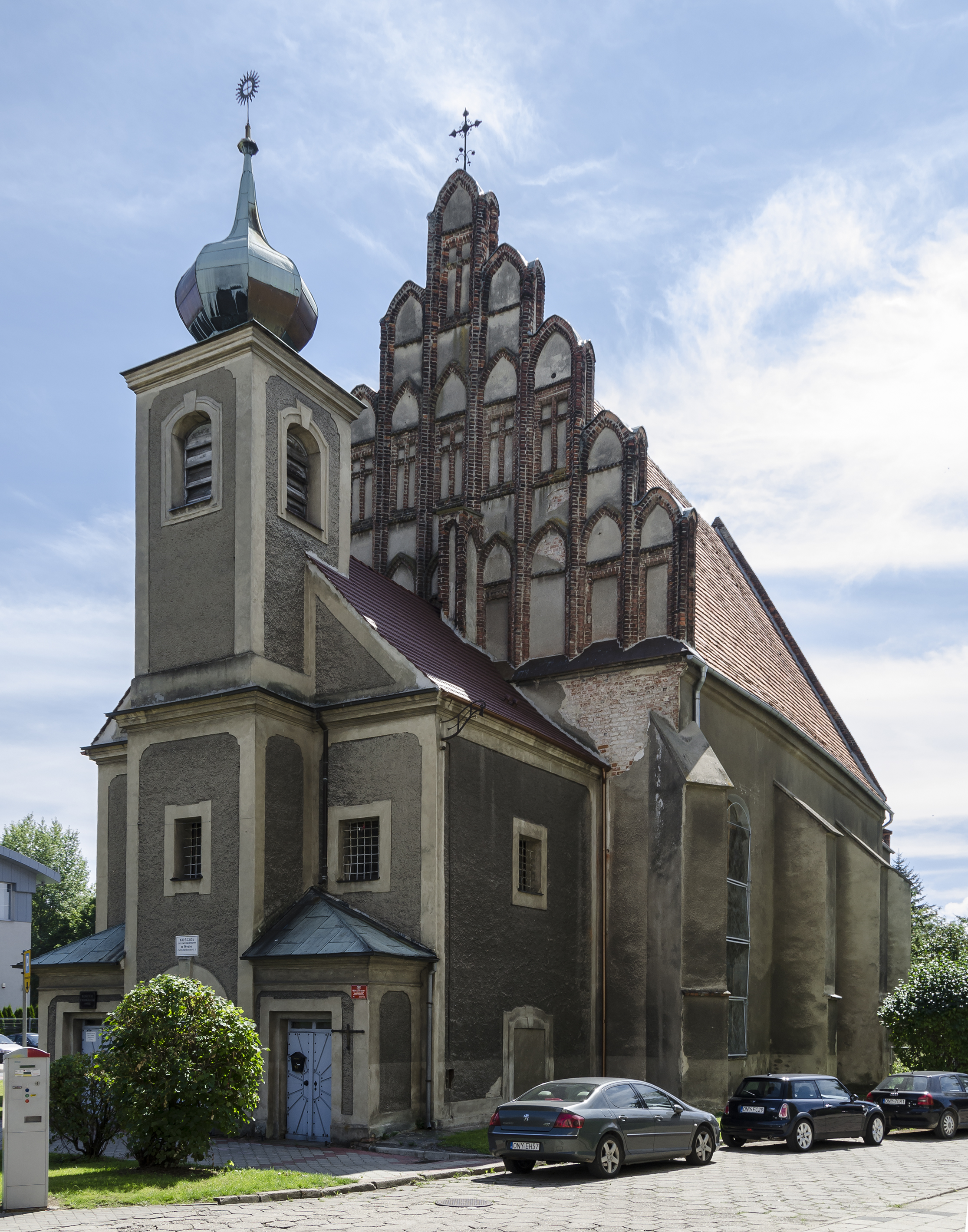
Christuskirche in Neisse

Die Christuskirche ist ein evangelisch-lutherisches Gotteshaus in Neisse (polnisch Nysa).

## Geschichte

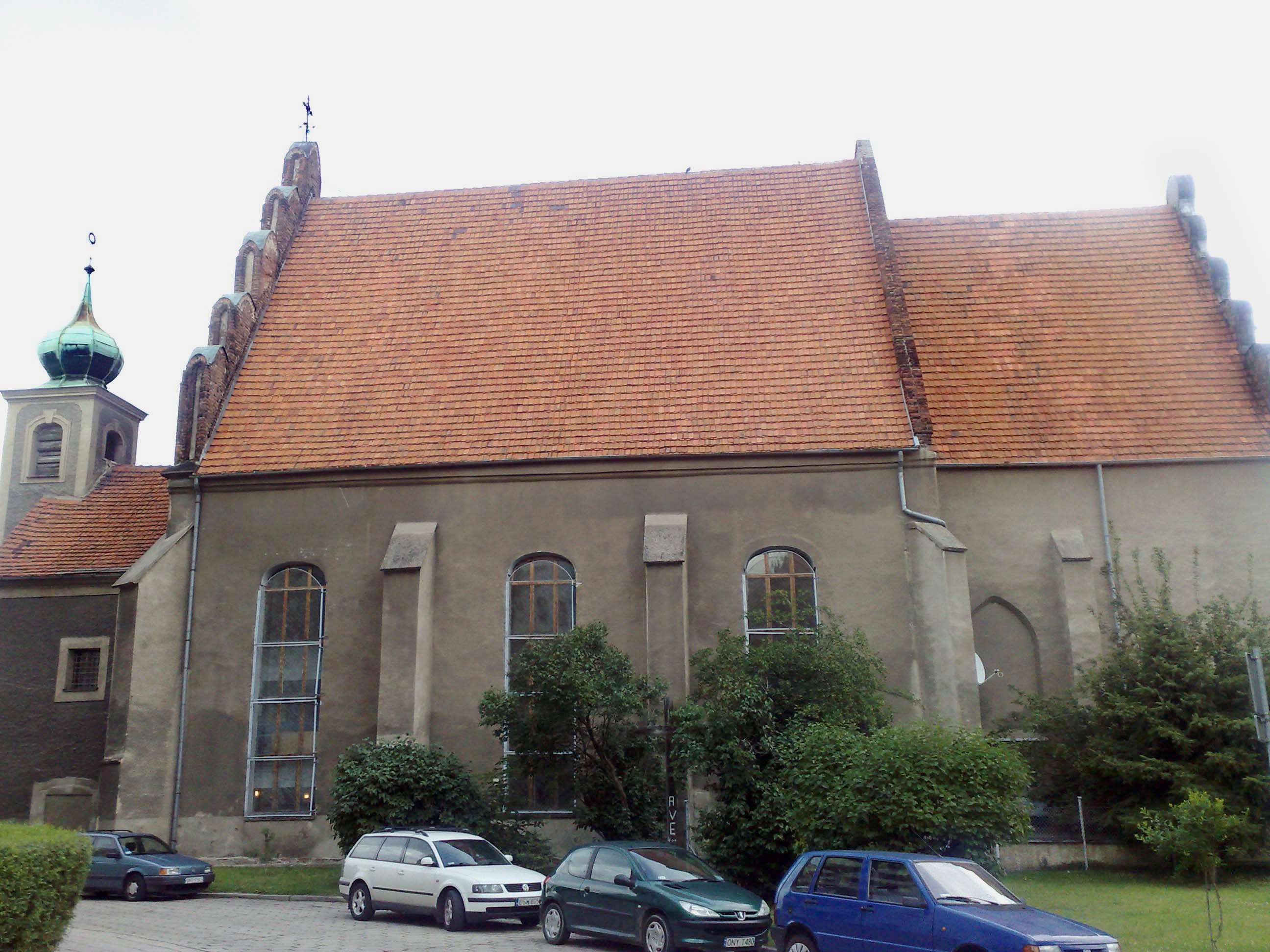
Seitenansicht

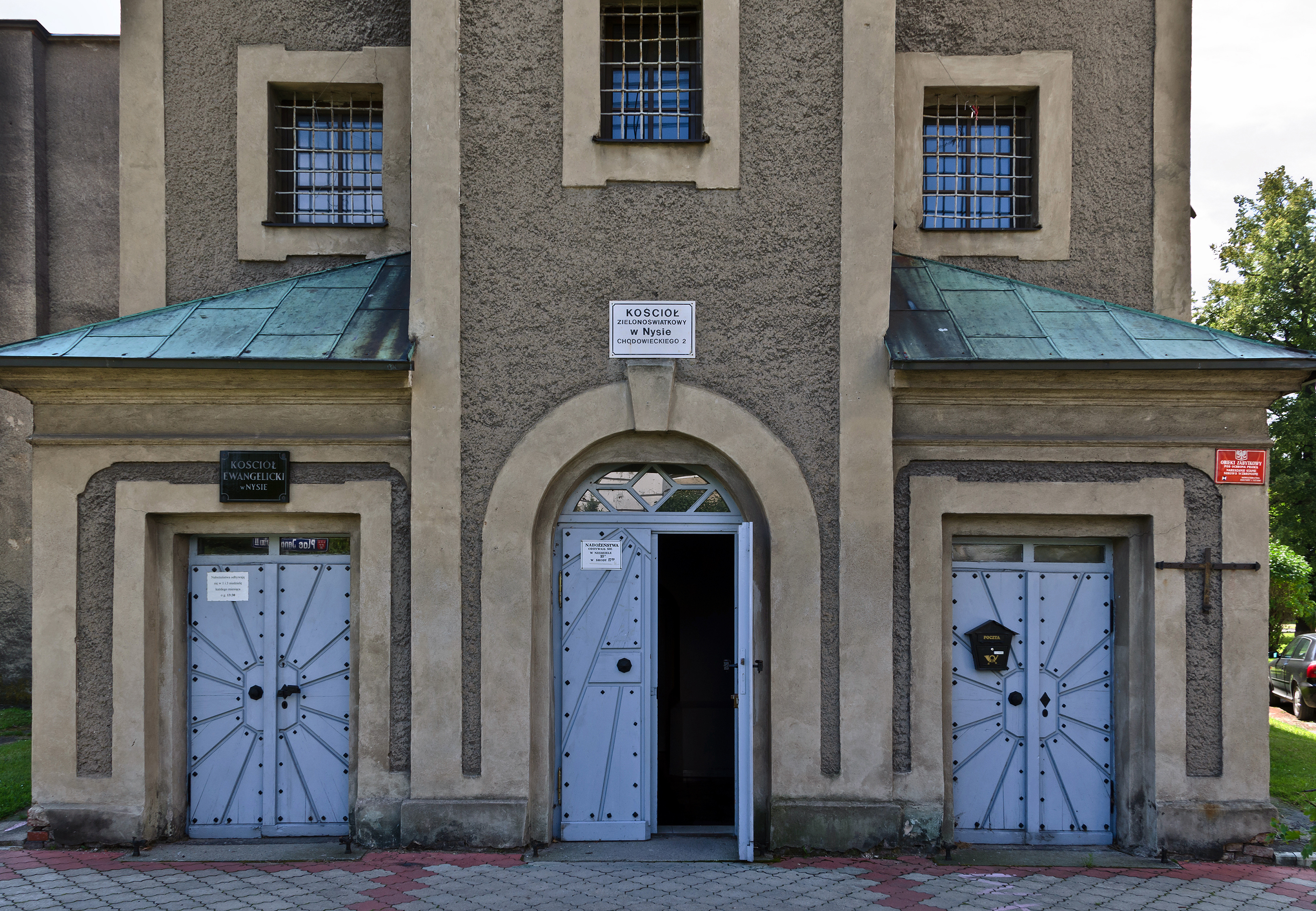
Eingangsportal

Die Kirche wurde ursprünglich als katholische Sankt-Barbara-Kirche mit einer Stiftung des Breslauer Bischofs Johann III. Romka errichtet. Die an die Stadtmauer angebaute Kirche wurde erstmals 1341 erwähnt und diente zunächst als Hospitalkapelle des St.-Barbara-Hospitals.
Nach dem Brand 1542 wurde sie 1544 im Stil der Frührenaissance wiederaufgebaut, 1550 durch Bischof Balthasar von Promnitz erweitert und nach der Übernahme durch den Franziskanerorden 1732 im Barockstil umgestaltet.
Nach der Säkularisation in Preußen übernahm 1812 die evangelische Gemeinde das Christus gewidmete Gotteshaus. Nachfolgend wurden alle Elemente des katholischen Heiligenkults entfernt. 1818 wurde die evangelische Gemeinde Neisse gegründet, zu deren Mitgliedern u. a. Soldaten der Festung Neisse und deren Familien gehörten.
Nach den Kriegsschäden 1945 wurde die Kirche wiederaufgebaut. Sie ist Filialkirche der Evangelisch-Augsburgischen Pfarrei in Brieg (poln. Brzeg) und wird auch von der Pfingstgemeinde und den Siebenten-Tags-Adventisten genutzt.
Die Kirche wurde am 3. Juni 1964 unter 937/64 in das Verzeichnis der Baudenkmäler der Woiwodschaft Oppeln eingetragen.